# فيليكس رودريغيز
فيليكس رودريغيز (بالإسبانية|Félix Rodríguez) ، وهو رجل منفي كوبي كان تحول إلى مخبر لصالح وكالة الاستخبارات المركزية الأمريكية في قسم النشاطات الخاصة في فترة الستنيات وخاصة عام 1967م، وساعد القوات البوليفية أثناء مطاردتها لغيفارا في بوليفيا.

## وصلات خارجية
- Interview (Spanish) Video Archive:Horacio Cambeiro Interviews Félix Rodríguez in Miami, Florida, August, 2011
- Booknotes Interview with Rodríguez on Shadow Warrior, November 12, 1989
- Felix Rodriguez Profile at WikiMir
- CIA - Debriefing of Félix Rodríguez Page 1 - 2 - 3 - 4 - 5 - 6
- BBC News Audio Archive: Cold Warrior - A Profile of the Man Devoted to Removing Castro